# Ер Либерте
„Ер Либерте“ (на френски: Air Liberté) е бивша авиокомпания от Франция. Основана е през юли 1987 година. Била е базирана на летище Орли в Париж. Започва да оперира през април 1988 година с MD-83, който е бил взет под лизинг.
Извършва главно полети до европейски и средиземноморски ваканционни курорти, но летят и до дестинации извън Европа. Линията до Монреал е открита през 1993 година, също така извършват полети и до Реюнион и Карибите. Сред неуспешните линии са тези от Тулуза до Дакар и Лондон. През 1996 г. е открита нова линия до Ница.
През 1996 г. авиокомпанията разполага с 5 „Боинга“ 737 – 200, 8 „Макдонъл Дъглас MD-83“ и 5 „Макдонъл Дъглас DC-10“.
Същата година авиокомпанията започва да изпитва първите финансови затруднения. Губят 1 трилион френски франка ($181 милиона щ. долара) през годината. „Бритиш Еъруейс“ придобива 70% от акциите през 1997 г.